# Schmitz Cargobull
Pour les articles homonymes, voir Schmitz.
Schmitz Cargobull AG est un constructeur allemand de semi-remorques, de carrosseries et de remorques. La direction de l'entreprise se trouve à Horstmar, le siège de la société juste à côté d'Altenberge dans le Land de la Rhénanie-du-Nord-Westphalie. L'entreprise familiale a employé pendant l'exercice 2014/2015, 4 920 personnes, avec un chiffre d'affaires de 1,589 milliard d'euros, et est ainsi le numéro un en Europe. Les actionnaires sont à parts égales, les familles Dr Heinz Schmitz, Peter Schmitz et Bernd Hoffmann.

## Histoire

### Création et développement

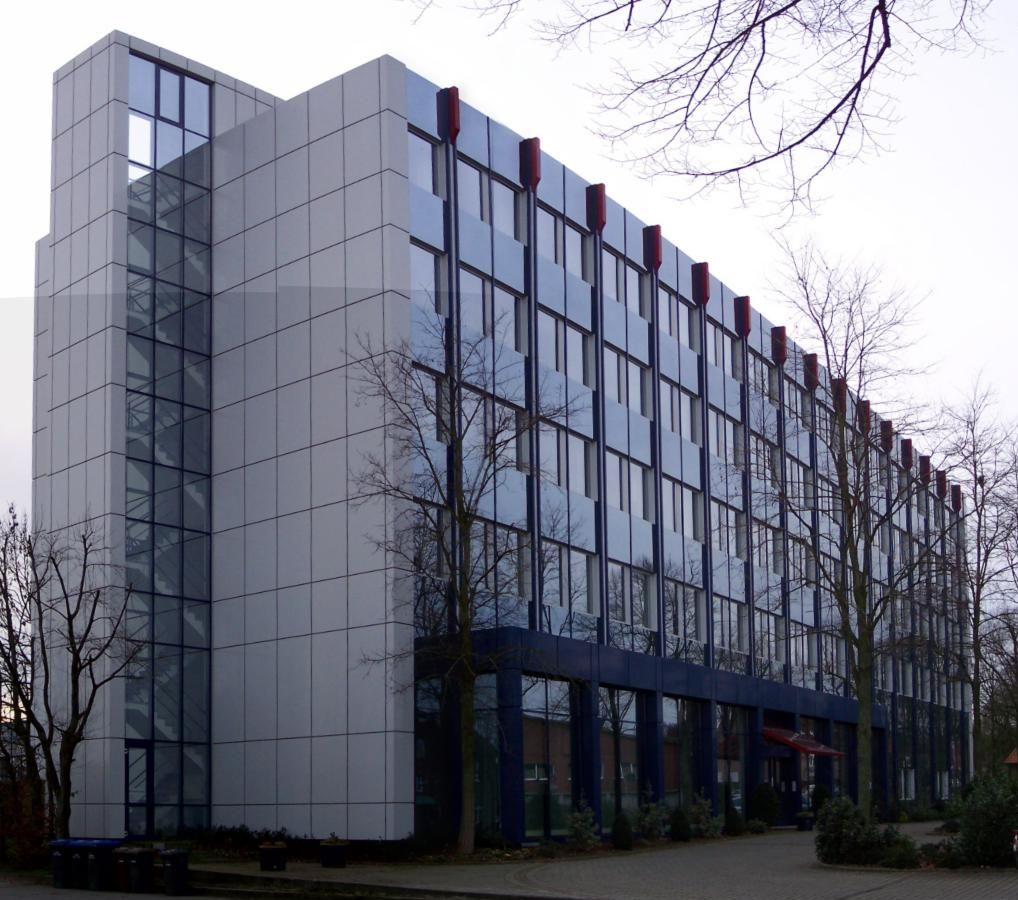
Bâtiment administratif de Schmitz Cargobull.

Les origines de l'entreprise remontent à 1892. À l'époque, le fondateur de l'entreprise, Heinrich Schmitz, commença à construire des wagons dans la forge qui appartenait à la famille depuis plus de 100 ans à Altenberge près de Münster. Le nouveau secteur d'activité de la forge a subi un premier développement avec la motorisation croissante à la fin des années 1920. Pendant cette période, l'entreprise s'est transformée d'une entreprise artisanale en constructeur automobile industriel. En 1928, la première remorque de véhicule à moteur avec des pneus en caoutchouc a été livrée. À partir de 1935, des semi-remorques et des fourgons avec une couche extérieure en acier sur un cadre en bois ont été fabriqués. En 1950, Schmitz produit sa première carrosserie isolée et sous température dirigée.

### Expansion, crises et nouvelle orientation
L'entreprise s'est développée dans les années 1960 et en particulier après la première crise du pétrole, au début des années 1970, lorsque des grosses commandes du Proche-Orient ont permis des taux de croissance élevés. Au début de la première guerre du Golfe, il n'y avait plus de commandes des pays arabes dans les années 1980, et Schmitz Cargobull fut frappé par une crise.
La politique de réformes en Europe de l'Est et la réunification allemande ont procuré un nouvel essor à l'entreprise, jusqu'au milieu des années 1990, où les commandes se firent de nouveau rares. Ensuite, il y eut des transformations rigoureuses de la production : La palettes des produits a été limitée à quatre types de base, le nombre de pièces nécessaires à la construction a été fortement réduit, les délais de production et de livraison ont été réduits, et également la part des salaires.
En mars 1999, l'introduction en bourse de l'entreprise a été retirée à cause du manque de demandes des actions. Depuis, il n'y a plus eu de nouveaux plans d'introduction en bourse.
Pendant l'exercice 2004/2005 (01.04. à 31.03.) Schmitz Cargobull a enregistré pour la première fois un chiffre d'affaires de plus de 1 milliard d'euros (1,21 milliard d'euros, 36 000 véhicules produits). En cinq ans, le chiffre d'affaires avait doublé et 1 500 personnes ont été embauchées.

### Développement actuel des affaires
Pendant l'exercice 2007/2008, pour la première fois un chiffre d'affaires de plus de 2 milliards d'euros a été atteint (2,14 milliards d'euros, 66 500 véhicules produits). À la suite de la crise économique mondiale, les entrées de commandes se sont effondrées de façon drastique,. Le chiffre d'affaires en 2009/2010 retomba de 70 % à 660 millions d'euros (12 800 véhicules produits). Dès 2010/2011, le chiffre d'affaires se redressa et dépasse aujourd’hui 1,5 milliard d’euros.
En novembre 2012, un contrat de coentreprise a été signé avec l'entreprise chinoise Dongfeng Motor Company, Ltd. Cette collaboration vise la production de semi-remorques sur le marché chinois. En avril 2013, Schmitz Cargobull a annoncé l'implantation d'une nouvelle usine en Russie, au sud de Saint-Pétersbourg.

## Produits et prestations de services
La gamme des produits de Schmitz Cargobull comprend :
- semi-remorques frigo ou fourgon pour marchandises sèches ou surgelées ;
- semi-remorques savoyardes et semi-remorques bâchées pour produits en balles, acier, papier, boissons ;
- semi-remorques bennes  pour produits en vrac dans le bâtiment et l'agriculture ;
- châssis porte-conteneurs ;
- remorques et carrosseries.

Par ses filiales, Schmitz Cargobull propose les prestations de service suivantes :
- Schmitz Cargobull Finance : solutions diverses de financement ;
- Schmitz Cargobull Parts & Services : pièces de rechange et service après-vente ;
- Schmitz Cargobull Telematics : télématique de semi-remorque et prestations de service de données ;
- Schmitz Cargobull Trailer Stores : véhicules d'occasion.

## Sites
La plus grande partie de la production se fait en Allemagne et est exportée. Les marchés principaux sont ceux de l'Europe de l'Ouest, du Nord, l'Europe centrale et de l'Est, ainsi que ceux du Proche- et Moyen-Orient.
Les usines sont en Allemagne à Altenberge, Vreden, Gotha, Berlin et Toddin, à l'étranger à Saragosse (Espagne), Panevėžys (Lituanie) et Saint-Pétersbourg. Un atelier de production a été ouvert en Chine en 2014.
Schmitz Cargobull est représenté par son propre service commercial et ses concessionnaires dans tous les pays européens, et dispose d’un réseau d'environ 1 200 ateliers agréés dans toute l'Europe.

## Schmitz Cargobull enFranceet enBelgique
Schmitz Cargobull France s.a.r.l. a son siège à Saint-Quentin-Fallavier près de Lyon, en plus cette filiale française a d'autres sites de vente à Carvin, près de Lille et à Châteaubourg près de Rennes. 
La filiale belge Schmitz Cargobull Belgium BVBA a son siège à Gand.
Schmitz Cargobull France a déménagé en décembre 2015 son site de Saint-Priest à Saint-Quentin-Fallavier, dans un bâtiment de 2 000 m2.

## Marque
La marque Schmitz Cargobull avec l'éléphant bleu comme emblème a été lancée à la fin des années 1980. Jusque-là, l'entreprise opérait sous le nom de la Schmitz-Anhänger Fahrzeugbau GmbH und Co. KG.